# Gare de Sopronkövesd
La gare de Sopronkövesd (en hongrois : Sopronkövesd vasútállomás) est une halte ferroviaire hongroise, située à Sopronkövesd.